# Model AR
Model AR, model autoregresyjny (ang. autoregressive model, AR model) – parametryczny model szeregu czasowego (pewna realizacja procesu losowego), który często używany jest do modelowania i predykcji zjawisk naturalnych różnego typu. Model autoregresyjny to jedna z formuł predykcji liniowej – formuły takie dokonują predykcji wyjścia układu na podstawie wartości wejść z przeszłości.
Notacja {\displaystyle AR(p)} wskazuje, że chodzi o model autoregresyjny rzędu {\displaystyle p.} Model {\displaystyle AR(p)} definiuje się jako:
{\displaystyle X_{t}=c+\sum _{i=1}^{p}\varphi _{i}X_{t-i}+\varepsilon _{t},}
gdzie:
{\displaystyle \varphi _{1},\dots ,\varphi _{p}} – parametry modelu,
{\displaystyle c} – stała (dla uproszczenia często pomijana),
{\displaystyle \varepsilon _{t}} – biały szum.
Model autoregresyjny może być traktowany jako wyjście filtru o nieskończonej odpowiedzi ze wszystkimi biegunami, na którego wejście podawany jest szum biały. Aby model taki był stacjonarny w szerokim sensie, na wartości parametrów tego modelu należy nałożyć pewne warunki. Na przykład proces z modelem {\displaystyle AR(1),} gdy {\displaystyle |\varphi _{1}|\geqslant 1,} nie jest stacjonarny. Mówiąc ogólniej, aby model {\displaystyle AR(p)} był stacjonarny w szerokim sensie, pierwiastki wielomianu {\displaystyle \textstyle z^{p}-\sum _{i=1}^{p}\varphi _{i}z^{p-i}} muszą leżeć wewnątrz okręgu jednostkowego, to znaczy każdy pierwiastek {\displaystyle z_{i}} musi spełniać warunek {\displaystyle |z_{i}|<1.}
Model MA i model AR są dualne (względem siebie) – każdy proces opisany modelem AR o skończonym rzędzie można opisać modelem MA o nieskończonym rzędzie (i odwrotnie).
Inne rodzaje modeli wykorzystywanych w identyfikacji:
- model ARX, model ARMAX, model ARMA, model ARIMA,
- model MA, model MAX.